# Alex Aleardi
Alex Aleardi, född 30 juli 1992 i Fort Wayne, Indiana, är en amerikansk ishockeyforward som spelar för Mora IK i Hockeyallsvenskan.